# Чемпионат России по регби 2006
Чемпионат России по регби 2006 года проводился с 9 мая по 25 сентября. Чемпионом в четвёртый раз стал клуб «ВВА-Подмосковье».

## Формат турнира
Турнир проводился в 2 круга, после которых четыре первые команды выходят в полуфиналы, где провели по два матча. Победители полуфиналов встречаются в финале в игре до двух побед, а проигравшие — в матче за 3-е место в игре до двух побед. 

## Участники
| «ВВА-Подмосковье» (Монино)  |
| «Енисей-СТМ» (Красноярск)   |
| «Красный Яр» (Красноярск)   |
| «Слава» (Москва)            |
| «Пенза» (Пенза)             |
| «Университет» (Чита)        |
| «Новокузнецк» (Новокузнецк) |

## Регламент
За победу во всех матчах Чемпионата России, кроме полуфинальных и финальных, команде начисляется 4 (четыре) очка, за ничью — 2 (два) очка, за поражение — 1 (одно) очко. В случае неявки команды на игру, ей засчитывается поражение со счётом 0:30 и турнирные очки не начисляются.
При подведении итогов первого этапа Чемпионата в случае равенства очков у двух и более команд в группе преимущество получает:
- команда, одержавшая победу в личной встрече между этими командами;
- при ничейном результате — команда, сделавшая большее число попыток в личной встрече между этими командами;
- при равенстве попыток — команда, сделавшая большее число попыток во всех играх первого этапа Чемпионата;
- при равенстве общего числа попыток во всех играх первого этапа Чемпионата — команда, набравшая большее количество игровых очков во всех играх первого этапа Чемпионата;
- при равенстве общего количества игровых очков в играх первого этапа Чемпионата — команда, имеющая меньшее количество удалённых игроков (красная карточка) во всех играх первого этапа Чемпионата;
- при равенстве удалённых игроков — преимущество определяется жребием.

## Регулярный чемпионат
| Команда         | И  | В  | Н | П  | Р/О     | О  |
| --------------- | -- | -- | - | -- | ------- | -- |
| ВВА-Подмосковье | 12 | 10 | 1 | 1  | 367-158 | 43 |
| Енисей-СТМ      | 12 | 10 | 0 | 2  | 388-136 | 42 |
| Красный Яр      | 12 | 9  | 1 | 2  | 381-164 | 40 |
| Слава           | 12 | 5  | 1 | 6  | 227-220 | 28 |
| Пенза           | 12 | 3  | 0 | 9  | 155-303 | 19 |
| Новокузнецк     | 12 | 2  | 1 | 9  | 156-324 | 18 |
| Университет     | 12 | 1  | 0 | 11 | 161-533 | 15 |

## Плей-офф
|  | Полуфинал       | Полуфинал  |                   |    | Финал | Финал |
|  |                 |            |                   |    |       |       |
|  |                 |            |                   |    |       |       |
|  |                 |            |                   |    |       |       |
|  | Красный Яр      | 49         |                   |    |       |       |
|  | Красный Яр      | 49         |                   |    |       |       |
|  | Енисей-СТМ      | 36         |                   |    |       |       |
|  | Енисей-СТМ      | 36         | ВВА-Подмосковье   | 2  |       |       |
|  |                 |            | ВВА-Подмосковье   | 2  |       |       |
|  |                 | Красный Яр | 0                 |    |       |       |
|  | Слава           | Красный Яр | 0                 | 26 |       |       |
|  | Слава           |            |                   | 26 |       |       |
|  | ВВА-Подмосковье | 76         |                   |    |       |       |
|  | ВВА-Подмосковье | 76         | Матч за 3-е место |    |       |       |
|  |                 |            |                   |    |       |       |
|  |                 |            |                   |    |       |       |
|  |                 |            |                   |    |       |       |
|  | Енисей-СТМ      | 2          |                   |    |       |       |
|  | Енисей-СТМ      | 2          |                   |    |       |       |
|  | Слава           | 1          |                   |    |       |       |

Полуфиналы
23 августа
- Красный Яр - Енисей-СТМ - 18:30
- Слава - ВВА-Подмосковье - 6:37

27 августа
- Енисей-СТМ - Красный Яр - 6:31
- ВВА-Подмосковье - Слава - 39:20

Финал
4 сентября
- Красный Яр - ВВА-Подмосковье - 8:39

7 сентября
- ВВА-Подмосковье - Красный Яр - 36:12

За 3-е место
4 сентября
- Слава - Енисей-СТМ - 31:7

7 сентября
- Енисей-СТМ - Слава - 15:15, д.в. 22:15

10 сентября
- Енисей-СТМ - Слава - 11:5

## Итоговое положение команд
| М | Команда                   |
| - | ------------------------- |
|   | «ВВА-Подмосковье» Монино  |
|   | «Красный Яр» Красноярск   |
|   | «Енисей-СТМ» Красноярск   |
| 4 | «Слава» Москва            |
| 5 | «Пенза» Пенза             |
| 6 | «Новокузнецк» Новокузнецк |
| 7 | «Университет» Чита        |